# Daniel Pyne
Daniel Pyne (Oak Park, 29 giugno 1955) è uno sceneggiatore statunitense, autore di parecchi film commerciali quali Ogni maledetta domenica (1999) con Al Pacino e Al vertice della tensione (2002) con Ben Affleck.

## Carriera
Sceneggiatore di discreta levatura, nel 1998 ha anche provato, ma con scarsa fortuna, la regia cinematografica dirigendo il film Where's Marlowe? con Miguel Ferrer e Mos Def.

## Filmografia parziale
- Uno sconosciuto alla porta  (1990)
- Insieme per forza (1991)
- Doc Hollywood - Dottore in carriera (1991)
- White Sands - Tracce nella sabbia (1992)
- Where's Marlowe? (1998) - Anche regista
- Ogni maledetta domenica (1999)
- Al vertice della tensione (2002)
- The Manchurian Candidate (2004)
- Il caso Thomas Crawford  (2007)